# Čenstohova
Čenstohova (poljsko Częstochowa) je mesto na jugu Poljske ob reki Varti. Leži okrog 200 km jugozahodno od prestolnice Varšave in okrog 100 km severozahodno od Krakova. Junija 2009 je imelo 240.027 prebivalcev.
Zgodovinsko Čenstohova spada k Mali Poljski in ne k Šleziji. Od 14. stoletja do 1795 je pripadala Krakovskemu vojvodstvu. V letih od 1975 do 1998 je bila glavno mesto Čenstohovskega vojvodstva.  Od leta 1999 je del Šlezijskega vojvodstva.
Mesto je poznano po slavnem pavlinskem samostanu Jasna Góra. V njem hranijo ikono Črne Marije iz Čenstohove (poljsko Jasnogórski Cudowny obraz, Najświętszej Maryi Panny Niepokalanie Poczętej), ki je v svetišču, posvečenem Devici Mariji. Vsako leto v svetišče poromajo milijoni ljudi z vsega sveta.
V mestu sta arheološko najdišče iz časa lužiške kulture in muzej. Čenstohova je bila v poznem 18. in v 19. stoletju središče frankizma. V Olsztynu, ki leži približno 25 kilometrov iz mestnega središča, so razvaline srednjeveškega gradu. Ta je del Poti orlovih gnezd.

## Ime mesta
Ime Čenstohova (Częstochowa) pomeni Częstochov kraj in izvira iz osebnega imena Częstoch, ki je v srednjeveških zapisih omenjeno tudi kot Częstobor in Częstomir. Različice imena vključujejo imena Czanstochowa iz leta 1220 in Częstochow iz let 1382 in 1558. Del mesta, ki je danes imenovan Częstochówka je bil ločena občina, omenjena v 14. stoletju kot stara Częstochowa (Antiquo Czanstochowa, 1382) in Częstochówka v letih 1470–80. 
Mesto se v nemščini imenuje Tschenstochau, v ruščini pa Ченстохов (Chenstokhov).

## Zgodovina

### 1200–1500
Vas z imenom Čenstohova je bila ustanovljena v 13. stoletju. Prvič je bila omenjena v zgodovinskih zapisih iz leta 1220. Leta 1382 je Władysław Opolczyk (Ladislav Opolski) – poljski princ Gornje Šlezije – ustanovil pavlinski samostan Jasna Góra. Dve leti kasneje je samostan prejel svojo ikono Črne Marije. V naslednjih letih je postal romarsko središče, kar je pospešilo tudi rast bližnjega mesta. Okoli leta 1377 je Čenstohova prejela mestne pravice, kar se je kasneje spremenilo v Magdeburške pravice v letu 1502.

### 1600–1700
V 17. stoletju so lokalni samostan spremenili v utrdbo, ki je bila ena od točk poljskega odpora proti švedski vojski med vojno leta 1655. Okoli leta 1700 se je v Čenstohovi izoblikovala judovska skupnost. Po drugi delitvi Poljske so območje priključili Prusiji. Okoli leta 1760 so v samostan po cerkvenih ukazih zaprli Jakoba Franka, judovskega verskega voditelja, ki je v svojih naukih mešal kabalo, katoliško vero in islam. Njegovi učenci so ustanovili kult, povezan z njegovo hčerko, Evo Frank. Avgusta 1772 je Franka rešil ruski general Aleksander Bibikov, ki je osvojil mesto. 

### 1800
V času Napoleonskih vojn, leta 1807, je kraj postal del Varšavske vojvodine in po letu 1815 del Poljskega kraljestva. S tem se je začelo obdobje hitre rasti mesta. Leta 1819 je ugleden vojaški arhitekt Jan Bernhard pripravil načrte in začel z gradnjo Aleje Najświętszej Panny Marii – Avenije svete Device Marije, ki je trenutno glavna cesta modernega mesta. Dve mesti – Čenstohova (Częstochowa) in Częstochówka (slednje je prejelo mestne pravice leta 1717 kot Nowa Częstochowa) so združili leta 1826. Leta 1846 je bila odprta železniška proga Varšava – Dunaj, ki je mesto povezala z ostalo Evropo. Po letu 1870 so v okolici začeli obdelovati železo, kar je močno spodbudilo industrijo. Med največjimi investicijami v tem obdobju je bil tovarna jekla Huta Częstochowa, ki jo je zgradil Bernard Hantke ter nekaj papirnic in tkalnic. Do druge svetovne vojne, je tako kot številna druga mesta v Evropi, tudi Čenstohova imela velik del judovskega prebivalstva: glede na ruski popis prebivalstva iz leta 1897, je bilo od vsega prebivalstva, ki je štelo 45.130 ljudi, Judov 12.000 (okoli 26 %).

### 1900
Med prvo svetovno vojno je bilo mesto pod nemško okupacijo, leta 1918 je postalo del na novo nastale Poljske Republike. Z novo državo pa se je zmanjšala obdelava železa in rudniki v Čenstohovi so se kmalu zaprli. To je prineslo konec obdobja uspeha. V tem času, leta 1925, so v mesto prenesli sedež škofije.
Po napadu na Poljsko leta 1939, so mesto zasedli enote nacističnega režima, ki so kraj preimenovale v Tschenstochau in ga vključile pod svojo oblast. Nacisti so v Čenstohovo vkorakali v nedeljo, 3. septembra 1939, dva dni po vdoru v Poljsko. Naslednji dan je postal znan kot krvavi ponedeljek, saj so Nemci tedaj ustrelili okoli 150 Judov. 9. aprila leta 1941 je bil ustanovljen judovski geto. Med drugo svetovno vojno so nacisti pomorili okoli 45.000 čenstohovskih Judov, kar je bila skoraj vsa judovska skupnost, ki je živela v kraju. Življenje pod nacistično okupacijo v Čenstohovi je opisano v grafični noveli Maus Arta Spiegelmana, sina judovskega prebivalca Čenstohove. Pred holokavstom je bila Čenstohova velik center Judov na Poljskem. Po koncu druge svetovne vojne pa v mestu ni bilo skoraj nobenega Juda več. 
Mesto je izpod nacizma osvobodila Rdeča armada 6. januarja leta 1945. Po vplivom komunistične ideje o industrializaciji so prej odvečne jeklarne spet zacvetele ter dobile ime po Bolesławu Bierutu. To je v kombinaciji z razcvetajočim turizmom vodilo do ponovne rasti mesta, kar je leta 1975 nadgradil še nastanek ločenega Čenstohovskega vojvodstva.
V novejšem obdobju je Papež Janez Pavel II., po narodnosti Poljak, molil pred Črno Marijo med svojim obiskom leta 1979, le nekaj mesecev po svoji izvolitvi za papeža. Papež je Čenstohovsko Marijo obiskal še v letih 1983 in 1991.

## Turizem
Trenutno je mesto eno od glavnih turističnih atrakcij v okolišu. Včasih ga imenujejo tudi mali Nuremberg, zaradi številnih trgovin s spominki in zgodovinskih spomenikov. Vsako leto ga obišče na milijone (4,5 milijona v letu 2005) turistov in romarjev. 
Posebno priljubljeno je svetišče Jasna Góra z ikono Črne Marije iz Čenstohove.

## Šport
Najbolj znani športni klubi v Čenstohovi so:
- Włókniarz Częstochowa (spidvej),
- Raków Częstochowa (nogomet),
- AZS Częstochowa (odbojka).

## Promet
Glavne cestne povezave iz Čenstohove vključujejo povezave z Varšavo (proti severo-vzhodu) in Katovicami (proti jugu) po Evropski cesti E75. Kraj je z okolico povezan še s tremi državnimi manjšimi cestami v smeri kraja Wieluń, v smeri kraja Opole in v smer kraja Piotrków Trybunalski.
Čenstohova je tudi večje železniško središče, ki stoji na križišču dveh pomembnih linij: zahod – vzhod (od mesta Lubliniec do mesta Kielce) in sever – jug (iz Varšave v Katovice). Poleg tega gre na sever tudi železniška proga, ki teče do mesta Chorzew Siemkowice, kjer se poveže s poljsko železnico za prevoz premoga. V mestu je šest železniških postaj, največji sta Częstochowa Osobowa in Częstochowa Stradom.

## Izobraževanje
Nekaj izobraževalnih ustanov v mestu Čenstohova:
- Politechnika Częstochowska,
- Uniwersytet Humanistyczno-Przyrodniczy Jana Długosza,
- Akademia Polonijna,
- Wyższa Szkoła Hotelarstwa i Turystyki,
- Wyższa Szkoła Lingwistyczna,
- Wyższa Szkoła Zarządzania.

## Mednarodne povezave

### Pobratena mesta
Čenstohova je pobratena z naslednjimi mesti:
| - Altötting, Nemčija - Betlehem, Palestina - Fatima, Portugalska - Loreto, Italija - Lourdes, Francija |  | - Pforzheim, Nemčija - Nazaret, Izrael - Rēzekne, Latvija - South Bend, Indiana, Združene države Amerike - Šiauliai, Litva |